# Camouflages allemands de la Seconde Guerre mondiale
L'Allemagne a développé puis utilisé de multiples motifs de camouflage militaires qui ont eu une influence majeure sur le développement des nombreux autres motifs tout au long du XXe siècle.

## Motifs de camouflages
Certaines dénominations (palmier, feuille de chêne et platane notamment)  n'étaient pas celles utilisées pendant la seconde guerre mondiale, mais ont été popularisées, par l'univers de la collection et de la reconstitution.
| Nom allemand                    | Traduction                           | Date      | Image | Notes |
| ------------------------------- | ------------------------------------ | --------- | ----- | --- |
| Splittertarn (Buntfarbenmuster) | Camouflage éclat ("motif coloré")    | 1931      |       | Premier motif de camouflage allemand, Également employé pour les toiles de tente de la Wehrmacht. Également connu sous l'appellation Splinter A.                                                                                    |
| Luftwaffen- Splittertarnmuster  | Camouflage éclat de l'armée de l'air | 1941      |       | Variante du Splittertarnmuster à destination de l'armée de l'air. Également connu sous l'appellation Splinter A. |
| Platanenmuster                  | Platane                              | 1937–1942 |       | Utilisé par la Waffen-SS. Variation colorimétrique printanière et automnale, Premier camouflage à base de points |
| Rauchtarnmuster                 | Motif à bord flou                    | 1939–1944 |       | Utilisé par la Waffen-SS. Variation colorimétrique printanière et automnale |
| Palmenmuster                    | Motif palmier                        | 1941–?    |       | Utilisé par la Waffen-SS. Variation colorimétrique printanière et automnale |
| Beringtes Eichenlaubmuster      | Motif feuille de chêne B             | 1942–1945 |       | |
| Eichenlaubmuster                | Motif feuille de chêne A             | 1943–1945 |       | Variation colorimétrique printanière et automnale, Treillis réversibles de la Waffen-SS Également employé sur des toiles de tentes                                                                                                  |
| Sumpfmuster                     | Motif marécage                       | 1943      |       | Forme floue et plus saturée du Splittertarnmuster ; dominance de la couleur des éclats tirants vert ; Treillis réversibles en camouflage neige                                                                                      |
| Erbsenmuster                    | Camouflage-pois                      | 1944–1945 |       | Utilisation dans la Waffen-SS. Basé sur le Eichenlaubmuster |
| Leibermuster                    | (nommé d'après les frères Leiber)    | 1945      |       | Motifs irréguliers épais (?). Crée pour l'absorbsion des infrarouges et conçu pour le remplacement de l'ensemble des motifs existants. Limités à quelques rares apparitions. A inspiré le camouflage américain ERDL après la guerre |